# Iso-Korppi (ö i Norra Karelen)
Iso-Korppi är en ö i Finland. Den ligger i sjön Pielisjärvi och i kommunen Lieksa i den ekonomiska regionen  Pielinen-Karelen  och landskapet Norra Karelen, i den sydöstra delen av landet, 400 km nordost om huvudstaden Helsingfors. Öns area är 22,6 hektar och dess största längd är 1,3 kilometer i nord-sydlig riktning.